# Segunda División 1946/47
Die Segunda División 1946/47 war die 16. Spielzeit der zweithöchsten spanischen Fußballliga. Sie begann am 22. September 1946 und endete am 13. April 1947. Zwischen dem 8. Juni und 13. Juli 1947 wurden die Relegationsspiele ausgetragen. Meister wurde CD Alcoyano.

## Vor der Saison
14 Mannschaften traten an 26 Spielen jeweils zweimal gegeneinander an. Die beiden besten Vereine stiegen direkt in die Primera División auf, während der Drittplatzierte über ein Play-off-Spiel aufsteigen konnte.
Die letzten beiden der Tabelle stiegen direkt ab, der Drittletzte kämpfte in der Relegation gegen den Abstieg.
Als Absteiger aus der Primera División nahmen CD Alcoyano und Hércules Alicante teil, Aufsteiger aus der Tercera División waren CD Málaga, UD Levante und FC Barakaldo Altos Hornos.

## Abschlusstabelle
| Pl. | Verein                        | Sp. | S  | U | N  | Tore    | Quote | Punkte |
| --- | ----------------------------- | --- | -- | - | -- | ------- | ----- | ------ |
| 1.  | CD Alcoyano (A)               | 26  | 16 | 6 | 4  | 064:360 | 1,78  | 38:14  |
| 2.  | Gimnàstic de Tarragona        | 26  | 16 | 3 | 7  | 067:420 | 1,60  | 35:17  |
| 3.  | Real Sociedad                 | 26  | 13 | 6 | 7  | 055:370 | 1,49  | 32:20  |
| 4.  | Hércules Alicante (A)         | 26  | 14 | 2 | 10 | 048:440 | 1,09  | 30:22  |
| 5.  | CD Mallorca                   | 26  | 13 | 0 | 13 | 047:480 | 0,98  | 26:26  |
| 6.  | UD Levante (N)                | 26  | 12 | 2 | 12 | 062:530 | 1,17  | 26:26  |
| 7.  | FC Granada                    | 26  | 10 | 5 | 11 | 036:510 | 0,71  | 25:27  |
| 8.  | CD Córdoba                    | 26  | 9  | 6 | 11 | 038:410 | 0,93  | 24:28  |
| 9.  | CD Málaga (N)                 | 26  | 8  | 7 | 11 | 038:440 | 0,86  | 23:29  |
| 10. | Club Ferrol                   | 26  | 9  | 4 | 13 | 048:620 | 0,77  | 22:30  |
| 11. | FC Barakaldo Altos Hornos (N) | 26  | 10 | 1 | 15 | 058:590 | 0,98  | 21:31  |
| 12. | Real Santander                | 26  | 7  | 7 | 12 | 038:540 | 0,70  | 21:31  |
| 13. | Saragossa FC                  | 26  | 9  | 3 | 14 | 042:470 | 0,89  | 21:31  |
| 14. | Betis Sevilla                 | 26  | 8  | 4 | 14 | 037:600 | 0,62  | 20:32  |

Platzierungskriterien: 1. Punkte – 2. Direkter Vergleich  – 3. Torquotient – 4. geschossene Tore
| (A) | Absteiger der Saison 1945/46       |
| (N) | Neuaufsteiger der Tercera División |

### Play-off
Das Relegationsspiel zwischen dem Zwölften der Primera División und dem Dritten der Segunda División fand am 8. Juni 1947 statt.
|             | Ergebnis |               |
| ----------- | -------- | ------------- |
| Real Murcia | 0:2      | Real Sociedad |

Real Sociedad stieg auf.

### Relegation
Das Relegationsspiel zwischen dem Dritten der Tercera División und dem Zwölften der Segunda División fand am 13. Juli 1947 statt.
|                 | Ergebnis |                |
| --------------- | -------- | -------------- |
| Real Valladolid | 3:1      | Real Santander |

Real Santander stieg ab.

## Nach der Saison
Aufsteiger in die Primera División
- 01. – CD Alcoyano
- 02. – Gimnàstic de Tarragona
- 03. – Real Sociedad

 Absteiger in die Tercera División
- 12. – Real Santander
- 13. – Saragossa FC
- 14. – Betis Sevilla

 Absteiger aus der Primera División
- Real Murcia
- Deportivo La Coruña
- CD Castellón

 Aufsteiger in die Segunda División
- CD Mestalla
- FC Badalona
- Real Valladolid